# Дал Фіатах

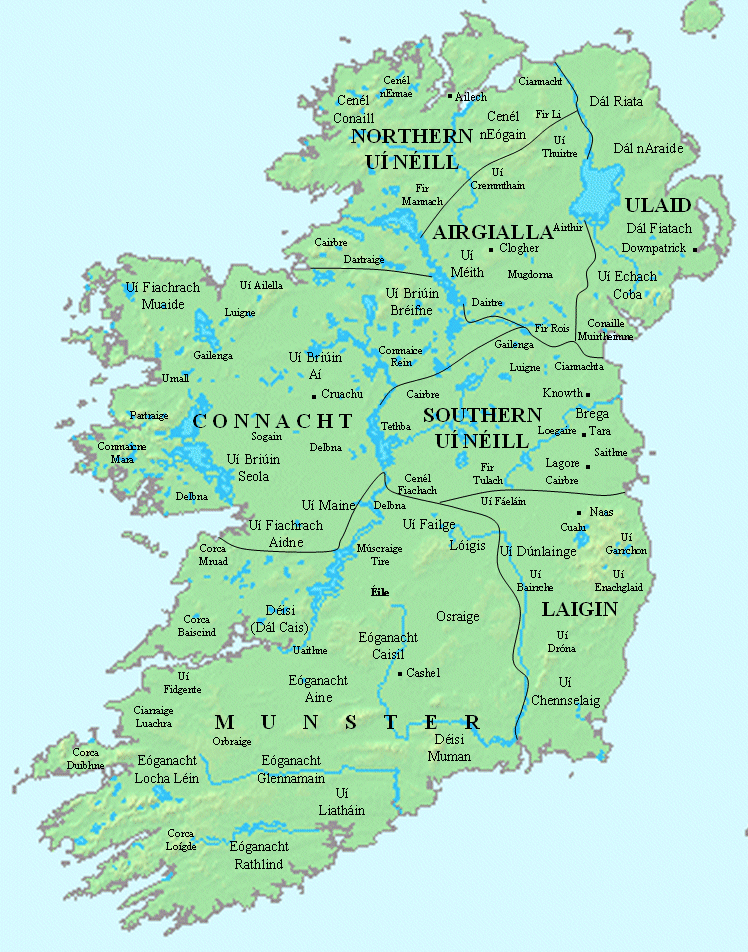
Королівства, племена, клани Ірландії в ранньому середньовіччі.

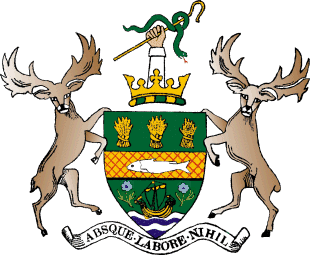
Герб сучасного графства Даун, територія якого було королівство і землі клану Дал Фіатах.

Дал Фіатах (ірл. - Dál Fiatach) — васальне королівство у ранньому середньовіччі, клан, династія ірландських вождів, що входило до складу королівства Улад (Ольстер) у його східні частині. 

## Походження
Дал Фіатах як королівська династія походять від Фіатаха Фінна мак Дайре (ірл. - Fiatach Finn mac Dáire) – короля Улада (Ольстера) і верховного короля Ірландії (час правління: 25 — 28 рр. н. е. згідно з «Історією Ірландії» Джеффрі Кітінга). Вважається, що ця династія і клан пов’язані з племенами волунтії (лат. – Voluntii) та даріні  (ілат. – Darini), які згадуються у «Географії» Птолемея та з туата Дайріне (ірл. – Dáirine) і пізнішими Корку Лойгре (ірл. - Corcu Loígde) з Манстера. Клан підтримував родинні зв’язки з королями Осрайге та королями Дал Ріада. Згідно історичних переказів Дал Фіатах пов’язані з легендарними Ку Рої (ірл. - Cú Roí) та кланом Дедад (ірл. - Clanna Dedad).
Археологічні дані про давні землі Дал Фіатах за словами Френсіса Джона Бірна «досить убогі і жалюгідні». Проте на території Дал Фіатах є знахідки, що датуються ІІІ ст. до н.е. – переважно зброя та упряж коней. 

## Дал Фіатах та легендарні улади
Низка дослідників вважають, що саме клан Дал Фіатах були істинними історичними уладами (Ulaid, Uluti), і що є підстави вважати, що події описані в уланському циклі скел мають під собою якісь реальні історичні події. І справжні улади тих часів є саме Дал Фіатах, а не круїтні і не Дал Ріада, не Дал н-Арайде. Також вважається, що Дал Фіатах є нащадками Рудрайге иак Сіхріті (ірл. - Rudraige mac Sithrigi) та Коналла Кернаха (ірл. - Conall Cernach). Тому цей клан іноді називають клан Рудрайге (ірл. - Clanna Rudraige). Судячи по всьому назву Дал Фіатах взяв з метою підкреслити свою окремішність від туата круїтні та спорідненість з кланом Дедад з Манстеру. 

## Королі Уладу з клану Дал Фіатах
Королі Дал Фіатах часто ставали королями Уладу, але не претендували на монополізацію свого права на трон як це робив клан Дал н-Арайде. Серед найбільш могутніх і впливових королів Дал Фіатах були: 
- Муйредах Муйндерг (ірл. - Muiredach Muinderg) (пом. 489)

- Баетан мак Кайрілл (ірл. - Báetán mac Cairill) (пом. 581)

- Фіахне мак Деммайн (ірл. - Fiachnae mac Demmáin) (пом. 627)

- Бекк Байррхе мак Блахмайк (ірл. - Bécc Bairrche mac Blathmaic) (пом. 718)

- Фіахне мак Аедо Роїн (ірл. - Fiachnae mac Áedo Róin) (пом. 789)

- Ніалл мак Еохада (ірл. - Niall mac Eochada) (пом. 1063)

- Молодша гілка Дал Фіатах – Лех Кахайл (ірл. - Leth Cathail) правила на території нинішнього Лекейл, що біля Даунпатріка.

Після завоювання королівства улад династією верховних королів Ірландії О’Нейллів і утворенням на території королівства Улад підвладних О’Нейллам королівств Айлех, Айргіалла, Тір Конайлл у 332 році королівство Улад скоротилося більше ніж в 5 разів і залишило за собою тільки східну частину – на території нинішніх графств Антрім та Даун. Нинішнє графство Даун було володіннями клану і королівства Дал Фіатах, їхній головний королівський і релігійний центр був біля нинішнього міста Даунпатрік. Починаючи від ІХ ст. – Бангор, що був спочатку під володінням королівства Дал н-Арайді стає головним королівським і релігійним центром. 
Нащадками королів Дал Фіатах були клани МакДонлеві чи МакДунлеві (ірл. – MacDonlevy, MacDunleavy), МакНулті ( ірл. - MacNulty), О’Хой, МакХой чи МакКой (ірл. - O'Haughey, O'Hoey, MacCaughey). Останніх королів з кланів МакДонлеві розбили англо-норманські завойовники під проводом Джона де Курсі. МакДонлеві спробували відвоювати свої землі. але марно і пішли в Донегол, де вони поріднилися з місцевими королями королівства Тір Конайлл (Тіркон). Пізніше вони стали називатися Мак ан Ултайг – «Сини Улада» (ірл. - Mac an Ulltaigh) – цю назву пізніше англоїзували як МакНулті ( ірл. - MacNulty). О’Хой, МакХой як і раніше живуть в графстві Даун. 